# Cascina Pizzolano
La cascina Pizzolano è una cascina nel comune lombardo di Somaglia. Fu comune autonomo fino al 1882.

## Storia
La località di Pizzolano fu attestata per la prima volta fra i secoli X e XI.
A metà del XVIII secolo vi fu aggregata la vicina località di San Martino del Pizzolano, cresciuta intorno a una chiesa parrocchiale.
In età napoleonica (1809-16) Pizzolano fu frazione di Casalpusterlengo, recuperando l'autonomia con la costituzione del Regno Lombardo-Veneto.
All'Unità d'Italia (1861) il comune contava 438 abitanti. Nel 1869 un progetto di aggregazione a Casalpusterlengo fu boicottato. Passò invece nel 1882 il decreto di annessione a Somaglia.